# 1986년 해태 타이거즈 시즌
1986년 해태 타이거즈 시즌은 해태 타이거즈가 KBO 리그에 참가한 5번째 시즌으로, 김응용 감독이 팀을 이끈 4번째 시즌이다. 팀은 전기 리그에서 2위에 올랐으며, 후기 리그에서는 OB 베어스와 승률이 같았던 탓에 1위 결정전을 통해 2위를 차지했다. 전기와 후기 모두 2위 이내에 들었던 덕에 한국시리즈에 직행했다.(참고로 전기 리그와 후기 리그 승률을 더하면 전체 2위다.) 한국시리즈에서는 삼성 라이온즈를 4승 1패로 꺾고 창단 2번째 한국시리즈 우승을 달성했다.
한편, 선동열이 17선발승으로 1982년 박철순(16선발승) 이후 두 번째 정규시즌 최다 선발승 MVP가 됐지만 2005년 손민한(17선발승)에 의해 타이가 됐으며(역대 세 번째 정규시즌 최다 선발승 MVP) 선동열 손민한의 기록은 2006년 류현진 (18선발승),  2007년 리오스 (22선발승)에 의해 갱신되기도 했다.

## 타이틀
- KBO MVP: 선동열
- KBO 골든글러브: 선동열 (투수), 김성한 (1루수), 한대화 (3루수), 김종모 (외야수), 김봉연 (지명타자)
- 스타뉴스 선정 레전드 올스타: 선동열 (투수)
- 미스터올스타: 김무종
- 올스타 선발: 선동열 (투수), 김무종 (포수), 김성한 (1루수), 이순철 (3루수), 김일권 (외야수), 김종모 (외야수), 김봉연 (지명타자)
- 올스타전 추천선수: 이상윤
- 한국시리즈 MVP: 김정수
- 컴투스프로야구 레전드 카드: 김정수
- 컴투스프로야구 KBO 베스트 라인업: 선동열 (1선발)
- 컴투스프로야구 KIA 타이거즈 베스트 라인업: 선동열 (1선발)
- 컴투스프로야구 80년대 해태 타이거즈 라인업: 선동열 (선발투수), 김정수 (중계투수)
- 컴투스프로야구 나때는 말이야 라인업: 선동열 (선발투수)
- 컴투스프로야구 가을의 전설 라인업: 김정수 (중계투수)
- WAR: 선동열 (12.29)
- 출장(타자): 서정환, 김봉연 (108)
- 홈런: 김봉연 (21)
- 루타: 김봉연 (209)
- 타점: 김봉연 (67)
- 도루: 서정환 (43)
- 장타율: 김봉연 (0.514)
- 승리타점: 한대화 (15)
- 완투: 선동열 (19)
- 완봉: 선동열 (8)
- 다승: 선동열 (24)
- 탈삼진: 선동열 (214)
- 평균자책점: 선동열 (0.99)

## 선수단
- 선발투수 : 선동열, 차동철, 이상윤, 문희수, 강만식
- 구원투수 : 김정수, 김대현, 신태순, 강상진, 최상주
- 마무리투수 : 방수원, 김용남, 신동수
- 포수 : 김무종, 장채근
- 1루수 : 김성한
- 2루수 : 서정환, 조충열, 김일환
- 유격수 : 김평호, 차영화
- 3루수 : 한대화, 이건열
- 좌익수 : 김일권
- 중견수 : 이순철
- 우익수 : 김종모, 송일섭
- 지명타자 : 김봉연, 김준환, 임정면, 김경호, 장진범

## 특이 사항
- 선동열은 승리기여도 12.29를 기록하여 KBO 사상 단일 시즌 투수 WAR 1위, 구단 사상 단일 시즌 WAR 1위, 완봉 8회를 기록하여 역대 단일 시즌 완봉 횟수 공동 1위를 기록했다.
- 3월 29일 OB 베어스와의 개막전이 무승부로 끝났는데, 이는 KBO 리그 사상 최초의 개막전 무승부다.
- 7월 27일 청보 핀토스와의 경기에서 팀은 15이닝 동안 득점하지 못한 끝에 경기가 무승부로 끝나 KBO 리그 사상 최다이닝 연속 무득점 무승부 경기로 남았다.
- KBO 리그 원년부터 투타겸업을 해오던 김성한은 9월 14일 OB 베어스와의 경기에 선발 등판했으나 3이닝 3실점으로 패전투수가 되었고, 이 경기를 끝으로 더 이상 투수로 등판하지는 않게 되었다.
- 팀은 폭투 9회로 역대 단일 시즌 최소 폭투 기록을 세웠다.
- 김무종은 이 시즌 총 101경기에 포수로 출전하여 KBO 리그 역대 용병 선수 중 단일 시즌 포수 최다 출전 기록을 세웠으며 KBO 리그 역대 용병 타자 단일 시즌 최고 수비 WAR을 기록했다.
- 김무종은 KBO 리그에 외국인 선수 제도가 도입되기 이전 규정 타석 용병 타자 중 단일 시즌 최저 wRC+를 기록했다.
- 선동열은 KBO 리그 역대 최초로 단일 시즌 0점대 평균자책점, 단일 시즌 홈경기 0점대 평균자책점을 기록했다. 또한 원정 경기 평균자책점 1.27로 이 부문에서도 KBO 리그 역대 단일 시즌 1위에 올랐다.
- 차동철은 규정 이닝을 채운 투수 중 KBO 리그 역대 단일 시즌 최저 파워-기교 지수를 기록했다.
- 차동철은 10월 6일 열린 OB 베어스와의 1위 결정전 1차전에 선발등판하여 KBO 리그 사상 첫 1위 결정전 등판 투수가 되었으나 패전투수가 되었다.
- 김대현은 포스트시즌에서 단 한 타자만 상대하여 KBO 리그 역대 단일 포스트시즌 최소 타자 상대 기록을 세웠으며, 그 타자를 볼넷으로 내보내 0타수 상대, 무피안타, 이닝 당 출루허용률 99.99, 피출루율 1.000으로 기록되었다. 포스트시즌에서 단 한 타자만 상대, 0타수 상대, 무피안타, 이닝 당 출루허용률 99.99, 피출루율 1.000을 기록한 것은 김대현이 KBO 리그 사상 최초였다.
- 김무종은 KBO 리그 역대 용병 타자 중 처음으로 포스트시즌에서 볼넷을 기록했다.
- 김정수는 KBO 리그 포스트시즌에서 MVP로 선정된 첫 투수가 되었다.
- 이 시즌의 선동열은 컴투스 프로야구에서 단일 시즌 선수 카드 중 가장 높은 능력치를 부여받았다.